# Korengarst
Korengarst – wieś w Holandii, w prowincji Groningen, w gminie Menterwolde.